# Concolitano
Concolitano (greco: Κουκολίτανος; fl. III secolo a.C.) è stato un re gallico, al tempo della conquista romana.

## Biografia
Concolitano fu con Aneroesto uno dei due re dei Gesati, gruppo di Galli mercenari stanziati poco oltre le Alpi, sulle rive del Rodano. I Galli Boi e gli Insubri convinsero i Gesati a muovere guerra a Roma e, di conseguenza, nel 225 a.C. Aneroesto e Concolitano scesero in Italia. Riuscirono a sconfiggere i Romani presso Fiesole, ma durante il ripiegamento verso le loro basi furono intercettati dal console Gaio Atilio Regolo, che era stato richiamato dalla Corsica. Nello scontro decisivo presso Talamone Concolitano fu fatto prigioniero.